# Бертолония
Бертолония (лат. Bertolonia) — род растений из семейства Меластомовые (Melastomataceae). Вечнозелёное, многолетнее растение.

## Распространение
Родиной растения являются тропические леса на северо-востоке Бразилии. В 1850 году род был завезен в Европу. В натуральной природе бертолония произрастает в джунглях. Два вида Bertolonia maculata (Бертолония пятнистая) и Bertolonia marmorata (Бертолония мраморная) используются как комнатные растения.

## Ботанические описание
Низкорослый, травянистый полукустарник. Высота взрослого растения составляет 7-8 сантиметров. Стебли ползучие. 
Цветёт редко. Цветки мелкие, фиолетового цвета с розовыми, белыми и красными оттенками. У вида Bertolonia ecuagenera цветки белого цвета. Соцветия собраны в зонтиковидный пучок. Высота цветоносов достигает 10 сантиметров. 
Листья опушенные с продольными жилками, количество которых от 3 до 9. Длина листьев достигает 15 сантиметров. Форма листьев у большинства видов сердцевидная, продолговатая или овальная. У вида Bertolonia maculata форма листьев яйцевидная. Цвет листьев темно-зелёный. У вида Bertolonia sanderiana цвет листьев серебристый. Большинство видов с белыми полосками на листьях. У вида Bertolonia maculata на листьях также имеются бледно-зелёные прожилки. У вида Bertolonia marmorata посредине каждого листа находится широкая белая полоса. Вид Bertolonia varaenea имеет красноватые листья без рисунка. У вида Bertolonia ecuagenera листья покрыты колючками.

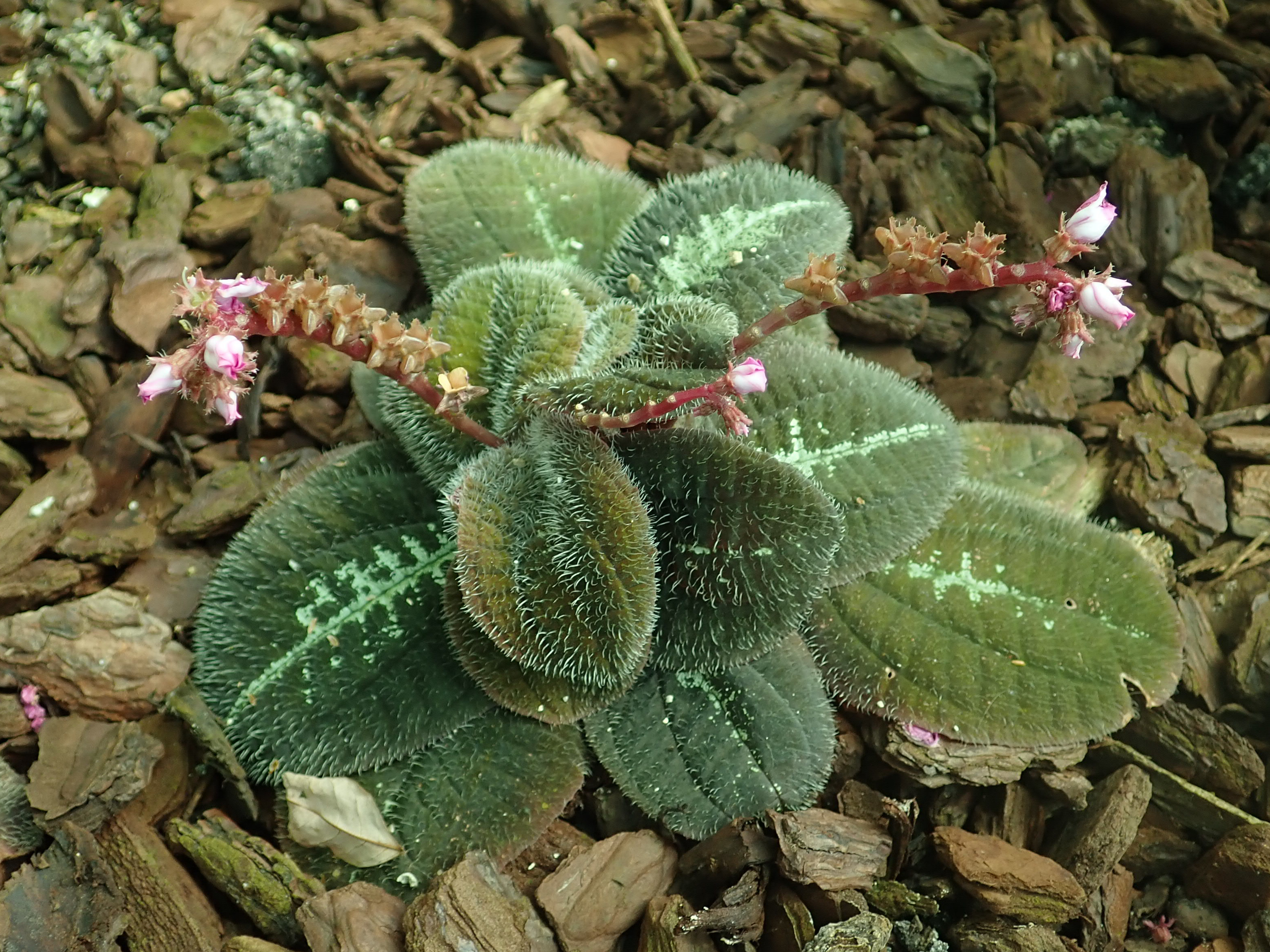
Bertolonia maculata
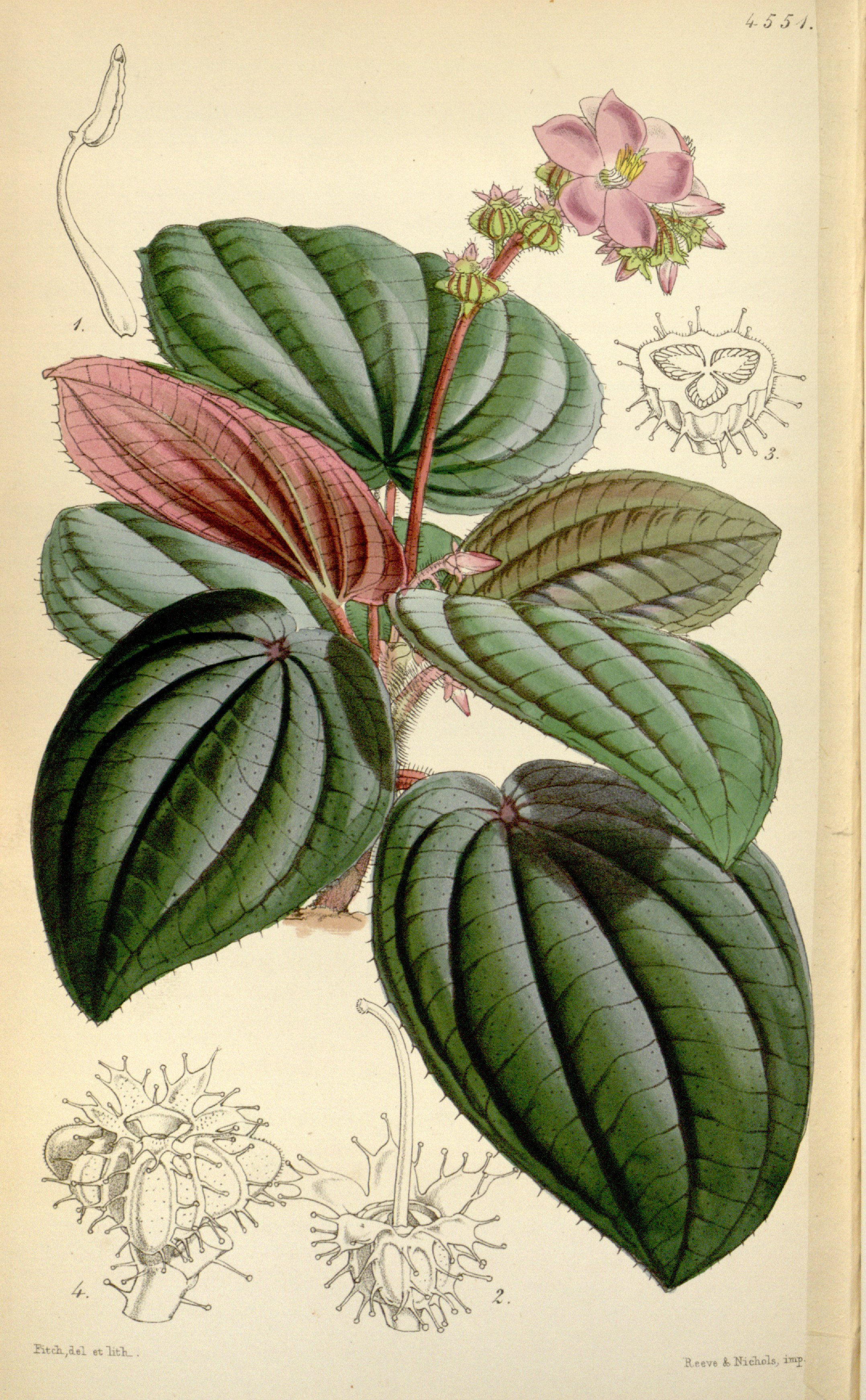
Bertolonia maculata

## Таксономия
Bertolonia Raddi, Mem. Mat. Fis. Soc. Ital. Sci. Modena, Pt. Mem. Fis. Tomo 18 fasc.2: 384. 1820, Quar. Piant. Nuov. Bras. 5. 1820, nom. cons. against Bertolonia Spin, Le Jardin de S.t Sebastien 24. 1809. 
Ряд авторов в своих сочинениях использовали такие же названия, ставшие теперь младшими омонимам:  
- Bertolonia DC., Annales du Muséum National d'Histoire Naturelle 19: pl. 5, t. 14. 1812.
- Bertolonia Raf., American monthly magazine and critical review 1818: 267. 1818.
- Bertolonia Spreng., Neue Entdeckungen im Ganzen Umfang der Pflanzenkunde 2: 110. 1820 = Triblemma R.Br. ex Spreng., Gen. Pl., ed. 9. 1: 342. 1830.

### Виды
К роду относят не менее 9 видов, среди которых:
- Bertolonia acuminata Gardner
- Bertolonia leuzeana (Bonpl.) DC.
- Bertolonia maculata DC. — Бертолония пятнистая
- Bertolonia marmorata Naudin — Бертолония мраморная
- Bertolonia mosenii Cogn.
- Bertolonia sanguinea Saldanha